# Vulktejp
Vulktejp är en kallapplicerad vulkduk för tätning av oregelbundna föremål. Självvulkaniserande tejp är en icke-klibbig silikongummitejp som när den sträcks och lindas runt kablar, elektriska skarvar, slangar och rör kombinerar eller förenar sig till en stark, gummiliknande, vattentät, och elektriskt isolerande skikt. Vulktejp är värme-, UV-, och väderbeständig. Denna typ av tejp beskrivs också som "självvulkaniserande". Vulktejpen har ofta en färgad linje centrerad längs mitten av vulktejpen.
Det används vid grentätning av kablar, utfyllnad vid kabelskarvning, tätning mellan kabel och skyddsrör eller skarv på skyddsrör, ändtätning av kabel under lagring och hantering, tätning vid väggenomföring med mera. Vulktejpen tillhandahålls/levereras ofta i rullar med ett skyddsskikt, för att förhindra bandet från sammansmältning före användning.

## Användningsområden av vulktejper
Vulktejpen används flitigt i flyg- och rymdindustrin. Den kan användas för akuta reparationer av läckande lågtrycksslangar och rör.
En annan form av självvulkaniserande tejp är tillverkad av etenpropengummi (EPR) och har liknande användningsområden som silikongummitejp, men är icke-vulkaniserande och har god fuktbeständighet. Den används främst för att isolera och för fukttätning, vid skarvning och anslutningar i elektriska kablar upp till högspänning.